# Daniel Bomberg
Pour les articles homonymes, voir Bomberg.

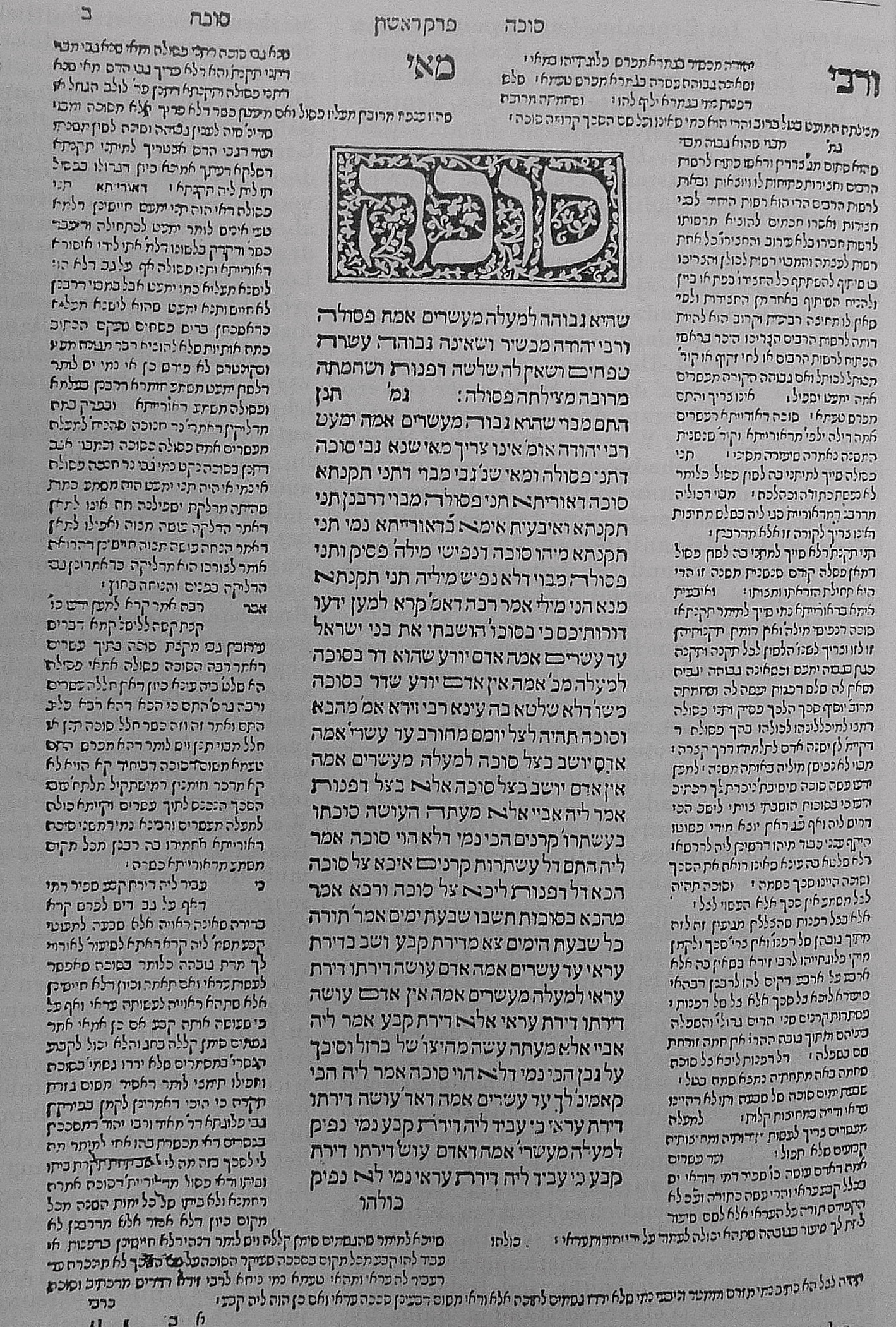
Talmud de Babylone (2nde édition) de Daniel Bomberg

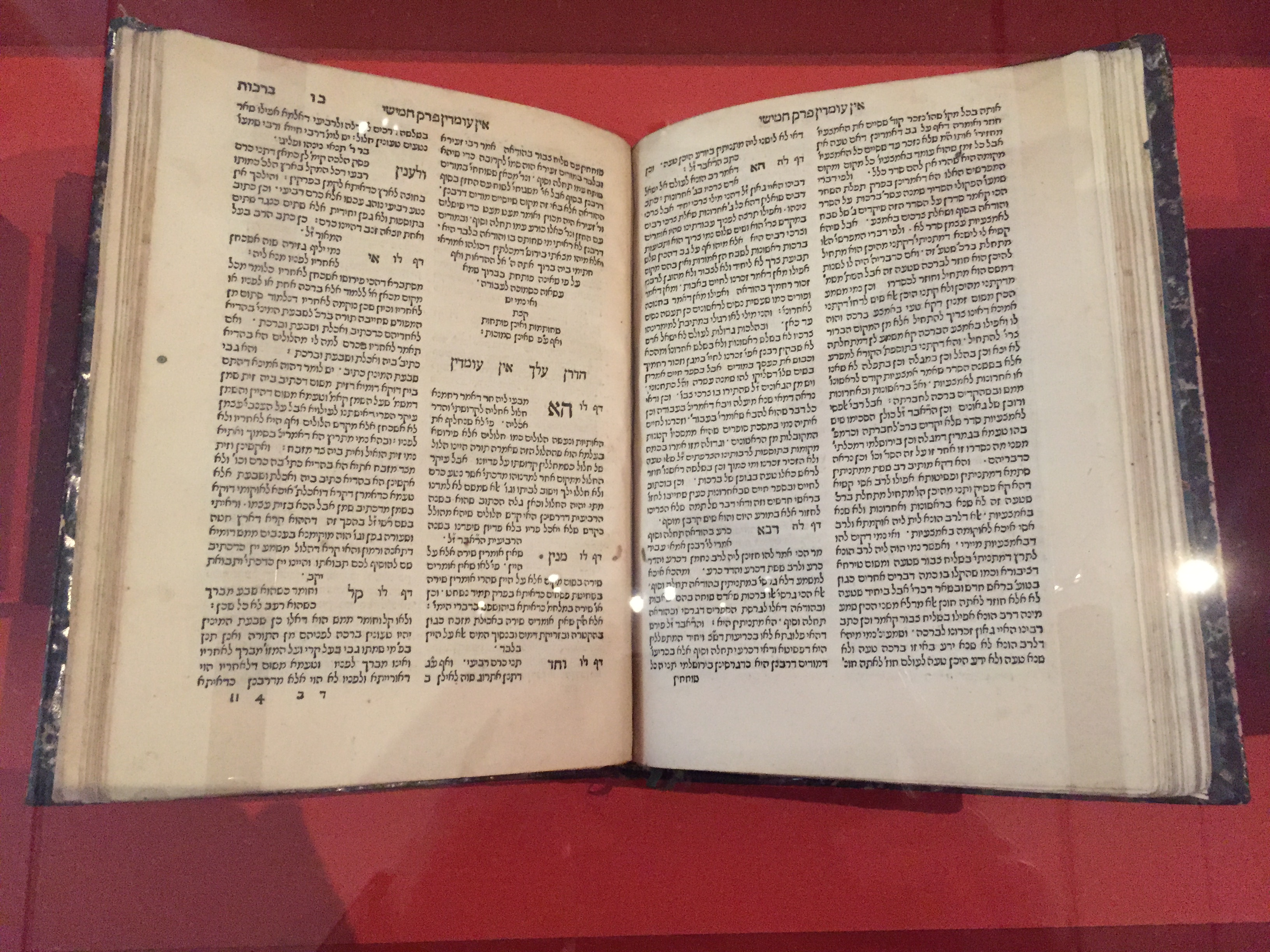
Hiddoushei Berakhot écrit par Rashba (1235 - 1310), imprimé par Daniel Bomberg - Venise 1523 - bibliothèque de l'AIU

Daniel Bomberg (ou de Bomberghe, ou van Bomberghen) est un éditeur-imprimeur flamand de la Renaissance, né à Anvers, installé à Venise où il fut actif à partir de 1516, et mort dans cette ville en 1549. Il se spécialisa dans l'impression de textes de la littérature religieuse hébraïque, secteur qu'il fut le premier non-Juif à aborder.

## Biographie
Son père Cornelis van Bomberghen était kapelmeester à Anvers vers 1500. Marino Sanuto le Jeune l'appelle « Daniele da Norimberga » (Nuremberg), mais c'est peut-être un simple malentendu. Il était établi comme commerçant à Venise, disposant d'une importante fortune, quand il se lia vers 1514 à Félix de Prato, un Juif converti au catholicisme et entré dans l'ordre des Grands Augustins, auprès de qui il apprit l'hébreu. Il finança l'impression d'une traduction latine du Livre des Psaumes faite par le religieux, dédiée au pape Léon X, publiée le 5 septembre 1515 chez l'imprimeur Peter Lichtenstein. Le 23 avril précédent, les trois hommes avaient requis auprès des autorités vénitiennes une autorisation d'imprimer, avec une exclusivité de dix ans, pour d'autres textes, dont deux bibles hébraïques et la traduction latine des traités cabbalistiques Sefer ha-temuna et Imre Shefer ; l'autorisation fut accordée, mais le projet n'aboutit que pour les bibles.
Jusqu'alors, seuls des Juifs s'étaient occupés d'impression de textes en langue (et caractères) hébraïques : la première, en 1475 à Reggio de Calabre, avait été celle d'un commentaire du rabbin Rachi sur le Pentateuque (alors aussi connu sous le nom de Jarchi); vers le même moment, Abraham Conat fondait son imprimerie à Mantoue ; en 1480, à Soncino, les rabbins Josué et Moïse créèrent l'imprimerie d'où sortit en 1488 le premier Tanakh imprimé ; en 1487, un commentaire hébraïque sur le Pentateuque fut le premier livre imprimé à Lisbonne ; une grammaire hébraïque avait été imprimée à Naples en 1488 ; en 1493, l'impression d'un commentaire d'Isaac Abravanel sur des textes bibliques par des Juifs de Thessalonique fut la première dans l'Empire ottoman ; en 1505, un Pentateuque accompagné de commentaires fut imprimé par des Juifs de Constantinople, une première dans cette capitale.
Les deux bibles, préparées par Félix de Prato, furent imprimées par Bomberg en 1516/17: la première est un Tanakh simple, sans commentaires, publié en in-4° ; la seconde est l'édition princeps d'un Mikraot Gedolot (ou Bible rabbinique), en quatre volumes de grand format. L'ouvrage était présenté de manière inaccoutumée : on pouvait lire, sur chaque page, le texte hébreu du Tanakh, la paraphrase (Targoum) en judéo-araméen, les commentaires des plus illustres rabbins du Moyen Âge, et surtout les notes massorétiques. La dédicace au pape Léon X présente l'ouvrage comme le résultat d'une collation minutieuse de manuscrits variés, bien que la base reste la bible de Soncino de 1488.
En 1520, toujours associé à Félix de Prato, il entama l'édition intégrale des deux Talmud : celui de Babylone (en douze volumes in-folio, 1520/23) et celui de Jérusalem (1524). Dans l'intention originale, l'ouvrage devait être complété par les réponses de Félix de Prato aux objections des rabbins contre le christianisme ; ces réponses, rédigées avant 1527, furent perdues à l'occasion du sac de Rome qui intervint cette année-là, et Bomberg ne les imprima pas, bien que, dans sa demande de renouvellement de privilège au pape Clément VII en 1532, il souligne la disponibilité de Félix de Prato à les réécrire. Il réimprima trois fois le Talmud de Babylone en entier.
En 1525/28, Bomberg publia son deuxième Mikraot Gedolot, cette fois avec la collaboration du rabbin tunisien Jacob ben Hayim ibn Adoniya : cette version offre un texte complètement renouvelé, fondé sur la Massorah qui est donnée entièrement en marge, dans une présentation devenue classique, avec une concordance des notes non insérées en fin d'ouvrage, et une introduction-discussion de la Massorah. Cette Bible rabbinique eut un rôle fondateur pour toutes les éditions qui suivirent jusqu'à nos jours.
À côté de ces éditions monumentales, Bomberg produisit également de nombreuses éditions de parties du Tanakh et des Talmuds accompagnés de commentaires, et des écrits rabbiniques indépendants. Il réédita le Tanakh simple, avec un texte de plus en plus correct, en 1521, 1525, 1533, 1544. En 1525, il donna l'édition princeps de la Concordance biblique (Meïr Netib) d'Isaac Nathan ben Kalonymus.
Cette production très importante lui coûta, selon l'estimation peut-être exagérée de Jules César Scaliger, plus de trois millions d'écus ; en tout cas, pour le Talmud seul, il dépensa plus de cent mille écus. Il mourut à peu près ruiné, mais entouré de l'immense considération de tout le monde savant d'Europe. À ses ateliers étaient attachés une centaine de correcteurs juifs. Sa maison de Venise était le rendez-vous de tous les lettrés juifs et de tous les humanistes orientalistes comme Guillaume Postel.
En 1563, l'imprimeur Christophe Plantin, installé à Anvers, s'associa à Cornelis van Bomberghen, petit-neveu de Daniel, et put ainsi récupérer les caractères hébraïques de ce dernier, qui servirent pour la Bible polyglotte d'Anvers.
Selon l'historien de l'art Bernard Aikema, c'est peut-être auprès de Bomberg que le cardinal Domenico Grimani aurait acquis les trois polyptyques de Jérôme Bosch (le triptyque des ermites, celui de sainte Wilgeforte et les Visions de l'au-delà) qui furent légués en 1523 à la république de Venise.

## Postérité
L’éditeur flamand est au cœur du roman historique La colline aux corbeaux  publié par Heliane Bernard et Christian-Alexandre Faure, en 2018, et dont le héros, jeune apprenti typographe est venu à Venise pour s’initier à l’hébreu classique et parfaire sa formation d’imprimeur. 